# Khứ Ti
Khứ Ti (tiếng Trung: 去卑; bính âm: Qùbēi), ước đoán sinh vào cuối thời Đông Hán, sống qua thời Tam Quốc, là thủ lĩnh Thiết Phất bộ, một chi hệ của Hung Nô vào thời Tây Tấn, là Hữu Hiền Vương của Nam Hung Nô (Ngụy thư ghi là Tả Hiền Vương), ông là Ngũ Thế tổ của Hách Liên Bột Ngột, người sáng lập nước Hạ vào thời kỳ thập lục quốc, là cha của Cáo Thăng Viên (誥升爰), là anh trai Phan Lục Hề. Căn cứ theo "Bắc sử·Phá Lục Hàn thường truyện", Khứ Ti là thúc thúc của Hô Trù Tuyền thiền vu, đệ đệ của Khương Cừ thiền vu. Nhưng căn cứ theo "Thông chí·thị tộc lược", Khứ Ti là hậu duệ của Độ Liêu Tướng quân của Đông Hán Lưu Tiến Bá, Lưu Tiến Bá bắc phạt bị Hung Nô bắt giữ, sinh ra Thi Lợi, Khứ Ti là con cháu của Thi Lợi.
Năm Kiến An thứ 1 (196) thời Đông Hán, ông thụ mệnh phái quân trợ giúp Hán Hiến Đế, Đổng Thừa và những người khác đi từ Trường An đến Lạc Dương, cùng với Lý Thôi và Quách Dĩ giao chiến.